# Еколошки проблеми
Еколошки проблеми су штетни утицаји људске активности на биофизичко окружење. Заштита животне средине је пракса заштите природне средине на индивидуалном, организационом или државном нивоу, у корист и животне средине и људи. Екологија, друштвени и еколошки покрет, бави се питањима заштите животне средине путем заговарања, образовања и активизма.
Еквивалент угљен-диоксида, гасови стаклене баште у атмосфери, је већ премашио 400 од милион делова. Количина плинова у атмосфери вероватно је већа од прага који потенцијално може изазвати климатске промене. Канцеларија Уједињених нација за координацију хуманитарних питања je изјавила да  ,,климатске промене нису само претња далеке будућности. То је главни покретач растућих хуманитарних потреба. Број погођених људи и штета нанесена екстремним временским условима је огроман". Такође, канцеларија Уједињених нација за координацију хуманитарних питања је навела:
- Климатске катастрофе су у порасту. Око 70 посто катастрофа сада је повезано са климом, у односу на око 50 постo пре две деценије.
- Ове катастрофе узрокују теже људске трошкове. У последњој деценији 2,4 милијарде људи је било погођено климатским катастрофама, у поређењу са 1,7 милијарди из претходне деценије. Трошкови реаговања на катастрофе порасли су десет пута између 1992. и 2008.
- Деструктивне изненадне обилне кише, интензивне тропске олује, обилне поплаве и суше вероватно ће се повећати, као и рањивост локалних заједница у недостатку снажних заједничких акција.[3]

Уништавање животне средине узроковано људима је глобалан и трајни проблем. До 2050. године очекује се да ће глобална људска популација порасти за 2 милијарде људи, чиме ће достићи ниво од 9,6 милијарди људи. Људски ефекти на Земљу могу се сагледати на многe различитe начинe. Главни од њих је пораст температуре, а према извештају Наша променљива клима, глобално загревање које је трајало последњих 50 година првенствено је последица људских активности. Од 1895. године, средња температура у Сједињеним Државама порасла је за између 1,3°Ф и 1,9°Ф, а највећи део повећања догодио се од око 1970. године.

## Врсте
Главна актуелна питања заштите животне средине могу укључивати  глобално загревање, контаминацију, деградацију животне средине и исцрпљивање ресурса. Конзерваторски покрет се залаже за заштиту угрожених врста и заштиту било којег еколошки вредног природног подручја, генетички модификованe хранe и глобалног загрeвања.

## Научна основа
Ниво разумевања Земље у последње време је значајно порасло кроз науку, посебно применом научне методе. Наука о животној средини је сада мултидисциплинарна академска студија која се учи и истражује на многим универзитетима. Ово се користи као основа за решавање проблема заштите животне средине.
Прикупљене су велике количине података и они се сврставају у извештаје, од којих је уобичајена публикација о стању животне средине. Недавни велики извештај била је Процена миленијума екосистема, са 1200 научника, објављено 2005. године, који је показао висок ниво утицаја који људи имају на eкосистемске услуге.

## Организације
Питања заштите животне средине проучавају се на регионалном, националном или међународном нивоу од стране владиних организација.
Највећа међународна агенција, основана 1972. године, је Програм Уједињених нација за животну средину. Међународна унија за заштиту природе садржи 83 државе, 108 владиних агенција, 766 невладиних организација и 81 међународну организацију и око 10.000 стручњака и научника из земаља широм света. Међународне невладине организације укључују Гринпис, Пријатељи Земље и Светску фондацију за природу. Влада спроводи политику заштите животне средине и закон о животној средини широм света.

## Трошкови
Загађење има трошкове. Производи активности које узрокују загађење ваздуха намећу трошкове здравља и чишћења за целокупно друштво. Током 2005. године капитални трошкови за смањење загађења и оперативни трошкови у САД-у износили су готово 27 милијарди долара.

## Решења
Одрживост је кључ за спречавање или смањење ефекта еколошких проблема. Сада постоје јасни научни докази да је потребан невиђен колективни напор да се људска употреба природних ресурса врати у нормалу. Да би људи живели здраво, природни ресурси Земље морају се користити брзином којом се могу надокнадити (и ограничавањем глобалног загревања).
Забринутост за животну средину подстакла је формирање зелених, политичких, странака, које настоје решити питања заштите околине. У почетку су настале у Аустралији, Новом Зеланду и Немачкој, али су данас присутне у многим другим земљама.

## Филм и телевизија
Све је већи број филмова на тему заштите животне средине, посебно о климатским променама и глобалном загревању. Филм из 2006. Неугодна истина стекао је комерцијални успех.